# Займище (Гомельський район)
Займище (біл. Займішча) — село в Черетянській сільській раді Гомельського району Гомельської області Республіки Білорусь.

## Географія

### Розташування
За 50 км на південний схід від Гомеля, 17 км від залізничної станції Кравцовка (на лінії Гомель — Чернігів).

## Транспортна мережа
Транспортні зв'язки степовою, потім автомобільною дорогою Тереховка — Гомель. Планування складається з криволінійної вулиці широтної, забудованої двосторонньо дерев'яними будинками садибного типу.

## Історія

### Російська імперія
За письмовими джерелами відома з початку XIX століття як село в Марковицькій волості Гомельського повіту Могилівської губернії. Відповідно до перепису 1897 року розташовувався хлібний магазин. У 1909 році 963 десятини землі, млин.

### Радянська доба

#### Довоєнні роки
У 1926 році діяли поштовий пункт, початкова школа, у Прокопівській сільраді Носовицького району Гомельського округу. У 1930 році організований колгосп «1 Мая», працював вітряк.

#### Німецько-радянська війна
Під час німецько-радянської війни звільнено від окупантів 27 вересня 1943 року, 59 жителів загинули на фронті.

#### Повоєнні роки
1967 року до села переїхали жителі сусіднього селища Донець. У складі колгоспу «Первомайський» (центр — село Маков'є).

## Населення

### Чисельність
- 2004 — 36 господарств, 57 мешканців